# Jacques Santkin
 (mai 2022).
Si vous disposez d'ouvrages ou d'articles de référence ou si vous connaissez des sites web de qualité traitant du thème abordé ici, merci de compléter l'article en donnant les références utiles à sa vérifiabilité et en les liant à la section « Notes et références ».
Jacques L.E.G. Santkin, né le 28 décembre 1948 à On et décédé le 28 août 2001 à Liège, victime d'un accident de voiture, est un homme politique belge wallon, membre du Parti socialiste (PS).
Il fut licencié en Administration des affaires (ULg, 1972); inspecteur adjoint au ministère de la Prévoyance sociale (1973-1983); attaché de Cabinet auprès de Bernard Anselme, secrétaire d'État dans l'Exécutif régional wallon (1979-1980); conseiller de Cabinet du ministre wallon Jean-Maurice Dehousse dans les exécutifs régionaux wallons (1980-1983); conseiller adjoint au Ministère de la Région wallonne (1983). Président de l'Association intercommunale pour la valorisation de l'eau (Aive) (1989 - 1995); président du GSARA-Luxembourg, vice-président du Centre d'économie rural, président de la Fédération provinciale du PS ; président de la Fondation Alzheimer (1995-2001); président de la Fondation rurale de Wallonie (1997-2001).

## Carrière professionnelle
- 1973-1983 : inspecteur adjoint (ministère de la Prévoyance sociale)
- 1979-1980 : attaché de cabinet (au secrétaire d’État à la Région wallonne)
- 1980-1983 : conseiller de cabinet (au ministre de la Région wallonne)
- 1982-1994 : membre du conseil d’administration de l’Intercommunale des soins de santé
- 1983-1984 : conseiller adjoint (au ministère de la Région wallonne)
- 1984-2001 : vice-président du Centre d’économie rurale - Marloie
- 1989-1994 : président de l’Association intercommunale pour la valorisation de l’eau
- 1996-2001 : membre du conseil d’administration de la Société publique d’administration des bâtiments scolaires (SPABS) (province de Luxembourg)
- 1997-2001 : président du conseil d’administration de la Fondation rurale de Wallonie

## Carrière politique
- 1977-1995 : conseiller communal à Marche-en-Famenne
- 1981-1984 : conseiller provincial (province de Luxembourg)
- 1984-1995 : membre de la Chambre des représentants en suppléance de Marcel Remacle
- 1984-1999 : membre du Conseil régional wallon
- 1984-1999 : membre du Conseil de la Communauté française
- 1985-1995 : membre et depuis le 12 juillet 1995 : membre suppléant du Conseil interparlementaire consultatif de Benelux
- 1988-1994 : secrétaire du Conseil régional wallon
- Janvier-avril 1992 : secrétaire du Conseil de la Communauté française
- 1994-1995 : ministre de l’Intégration sociale, de la Santé publique et de l’Environnement
- 1995-1999 : sénateur désigné par le Conseil de la Communauté française
- 1997-1999 : président du groupe PS (Conseil de la Communauté française)
- 1999-2001 : sénateur coopté
- 1999-2001 : vice-président de la délégation belge à l’Assemblée parlementaire du Conseil de l’Europe et à l’Assemblée de l’Union de l’Europe occidentale
- 2001 : député européen en suppléance de Claude Desama et Freddy Thielemans, devenus mayeurs

## Distinctions
- Officier de l'Ordre de Léopold (1999).